# Nova Rusija
Nova Rusija (rusko Новороссия,  Novorossija, ukrajinsko Новоросія, Novorosija, romunsko Noua Rusie), ki se je nekoč imenovala Južna Rusija, je ruski  zgodovinopisni izraz, ki je označeval ozemlje Ruskega imperija severno od Črnega in Azovskega morja. Ozemlje je danes južni del Ukrajine.
Nova Rusija je nastala leta 1764 kot nova cesarska Novoruska (Novorosijska) gubernija, sestavljena iz ruskih obmejnih vojaških regij in dela južnega Kozaškega hetmanata v pripravah na vojno z Osmanskim cesarstvom. Leta 1775 je bila razširjena s priključitvijo Zaporožke seče. V različnih obdobjih je obsegala tudi moldavsko regijo Besarabijo, črnomorske regije (Pričrnomorje) sedanje Ukrajine, Zaporožje, Tavrijo, primorje Azovskega morja (Priazovje), tatarske dele Krima, Nogajsko stepo ob reki Kuban in Čerkezijo.
Regija je bila del Ruskega imperija vse do njegovega propada po ruski februarski revoluciji v začetku marca 1917, ko je postala del kratkožive Ruske republike. Leta 1918 je bil velik del Nove Rusije vključen v Ukrajinsko sovjetsko republiko. V letih 1918–1920 je bil različno velik del Nove Rusije pod nadzorom vlad protiboljševiškega Belega gibanja Južne Rusije, katerih poraz je pomenil vzpostavitev sovjetske oblasti na ozemlju, ki je postalo del Ukrajinske sovjetske socialistične republike, znotraj Sovjetske zveze.
Po razpadu Sovjetske zveze leta 1991 je bilo nekaj poskusov oživitve Nove Rusije. Vodilno vlogo je imelo prorusko separatistično gibanje za ustanovitev Novoruske konfederacije.

## Zgodovina
Sodobna zgodovina regije se začenja z razpadom Zlate horde. Vzhodni del Horde je nasledil Krimski kanat (eden od več naslednikov), zahodni pa je bil razdeljena med Moldavijo in Litvo. S širitvijo Osmanskega cesarstva je celotno ozemlje severno od Črnega morja prišlo pod oblast Krimskega kanata, ki je posledično postal osmanski vazal. V 16. stoletju je Krimski kanat dovolil Nogajcem, ki so jih iz Povolžja pregnali Rusi in Kalmiki, da se naselijo v črnomorskih stepah.
Zahodni deli ozemlja severno od Črnega morja so bili redko naseljeni in znani kot Divja polja ali latinsko Loca deserta (neobljudeno ozemlje), čeprav je bilo ob Dnepru veliko naselij. Divja polja so v grobem obsegala južne dele sedanje Ukrajine in del Ruske federacije (Rostovska oblast).
Nadzor nad tem ozemljem je v rusko turških vojnah 1735–1739, 1768–1774, 1787–1792 in 1806–1812 in s sklepanjem sporazumov s Kozaškim hetmanatom in Osmanskim cesarstvom  postopoma pridobilo Rusko carstvo. Slednje je leta 1764 ustanovilo Novorusko gubernijo, ki se je sprva imenovala po carici Katarini. Carica je odločila, da se mora gubernija namesto po njej  imenovati Nova Rusija. Njegovo upravno središče je bila trdnjava Svete Elizabete (danes Kropivnickij). Zaradi boljšega varovanja južne meje carstva pred Osmanskim cesarstvom, se je središče leta 1765 preselilov v Kremenčuk.
Guvernerji Nove Rusije so velikodušno podeljevali zemljo ruskemu plemstvu (dvorjanstvo) in tlačanskemu kmetstvu, večinoma iz Ukrajine in manj iz Rusije, s čimer so nameravali kultivirati redko naseljene stepe.  Zgodovinski slovar Ukrajine omenja:
Prebivalstvo so sestavljali vojaški kolonisti iz huzarskih in ulanskih polkov, ukrajinski in ruski kmetje, kozaki, Srbi, Črnogorci, Madžari in drugi tujci, ki so prejemali zemljiške subvencije za naselitev na tem območju.
Med prvimi priseljenci so bili najštevilčnejši Romuni in Ukrajinci. V regiji vzhodno od Južnega Buga, imenovani Nova Srbija, so večino prebivalstva sestavljali Romuni (75%). Sledili so jim Srbi (12% in drugi 13%).
Po priključitvi osmanskih ozemelj k Novi Rusiji leta 1774 so ruske oblasti začele agresiven program kolonizacije in spodbudile velike migracije iz širokega spektra etničnih skupin. Katarina Velika je v te novo osvojene dežele vabila evropske naseljence: Romune (iz Moldavije, Vlaške in Transilvanije), Bolgare,  Srbe, Grke, Albance, Nemce, Poljake, Italijane in druge.
Leta 1775 je carica Katarina Velika na silo likvidirala Zaporško Seč in pripojila njeno ozemlje Novi Rusiji, s čimer je odpravila neodvisno vladavino ukrajinskih kozakov. Konec 18. stoletja je rusko kolonizacijo ozemlja usmerjal Grigorij Potemkin (1739–1791). Katarina Velika mu je leta 1774 podelila pooblastila absolutnega vladarja tega ozemlje.
Duh in pomen Nove Rusije v tem času je dobro opisal zgodovinar Willard Sunderland, ki pravi, da je bila stara stepa azijska in brez državljanstva, sedanja pa je bila državno opredeljena in je zahtevala evropsko-rusko civilizacijo. Nova Rusija bi se zato lahko primerjala z Novo Španijo, Novo Francijo in Novo Anglijo, ki so jih kolonizirale zahodne velesile.
Leta 1792 je ruska vlada objavila sklep, da bo regija med Dnestrom in Bugom postala kneževina Nova Moldavija pod rusko suverenostjo. Po prvem ruskem popisu prebivalstva v regiji Jedisan, opravljenem leta 1793 po izgonu nogajskih Tatarov, je bilo 49 vasi od 67 med Dnestrom in Južnim Bugom romunskih.
Na začetku 19. stoletja se je etnična sestava Nove Rusije zaradi intenzivnega priseljevanja zelo spremenila. Kolonisti so hitro ustanavljali mesta, vasi in kmetijske kolonije. Med rusko-turškimi vojnami so bile osvojene in uničene večje turške trdnjave Ozu-Cale (Očakov), Akkerman (Bilgorod-Dnistrovskij), Hadžibej, Kinburn in številne druge. V njihovi okolici so bila ustanovljena nova mesta in naselja.
V ustanavljanju novih mest v Novi Rusiji (mesta so bila večinoma razširjena stara naselja) je sodelovalo več etničnih skupin. Na primer:
- Zaporožje je nastalo na mestu nekdanje kozaške trdnjave.
- Odeso je leta 1794 ne mestu tatarske vasi, prvič omenjene leta 1415,[9] ustanovil Jose de Ribas, španski general v ruski službi.
- Doneck, ustanovljen leta 1869, se je prvotno imenoval Juzovka (Juzivka) po valižanskem industrijalcu Johnu Hughesu, ki je razvil premogovništvo v Donbaški regiji.

Guverner Shmidt v svojem poročilu leta 1851 omenja naskednjo etnično sestavo gubernije Herson in Odese:
| Nacionalnost      | Število   | %     |
| ----------------- | --------- | ----- |
| Ukrajinci         | 703.699   | 69,14 |
| Moldavci in Vlahi | 75.000    | 7,37  |
| Judje             | 55.000    | 5,40  |
| Nemci             | 40.000    | 3,93  |
| Rusi              | 30.000    | 2,95  |
| Bolgari           | 18.435    | 1,81  |
| Belorusi          | 9.000     | 0,88  |
| Grki              | 3.500     | 0,34  |
| Romi              | 2.516     | 0,25  |
| Poljaki           | 2.000     | 0,20  |
| Armenci           | 1.990     | 0,20  |
| Keraiti           | 446       | 0,04  |
| Srbi              | 436       | 0,04  |
| Švedi             | 318       | 0,03  |
| Tatari            | 76        | 0,01  |
| Bivši uradniki    | 48.378    | 4,75  |
| Plemiči           | 16.603    | 1,63  |
| Tujci             | 10.392    | 1,02  |
| Skupaj            | 1.017.789 | 100   |

Od leta 1796 do 1802 je bila Nova Rusija (Novorossija) ime gubernije z glavnim mestom Novorossijsk, ki se je pred tem imenoval Jekaterinoslav. Mesto se zdaj imenuje Dnipro in se ne sme zamenjati s sedanjim Novorosijskom v Ruski federaciji. Leta 1802 je bila gubernija razdeljena na Jekaterinoslavsko, Hersonsko in Tavriško gubernijo.
Od leta 1822 do 1874 je bil sedež novorusko-besarabske vlade v Odesi.
Leta 1897 je bil v Ruskem imperiju izveden popoln popis prebivalstva. Statistika kaže, da je večina prebivalcev Nove Rusije govorila ukrajinsko, v večini mest pa sta prevladovala ruščina in jidiš.
| Jezik                     | Hersonska gubernija | Jekaterinoslavska gubernija | Tavriška gubernija |
| ------------------------- | ------------------- | --------------------------- | ------------------ |
| Ukrajinščina              | 53,4%               | 68,9%                       | 42,2%              |
| Ruščina                   | 21,0%               | 17,3%                       | 27,9%              |
| Beloruščina               | 0,8%                | 0,6%                        | 6,7%               |
| Poljščina                 | 2,1%                | 0,6%                        | 0,6%               |
| Bolgarščina               | 0,9%                | –                           | 2,8%               |
| Moldavščina in romunščina | 5,3%                | 0,4%                        | 0,2%               |
| Nemščina                  | 4.5%                | 3.8%                        | 5.4%               |
| Jidiš                     | 11.8%               | 4.6%                        | 3.8%               |
| Grščina                   | 2,3%                | 2,3%                        | 1,2%               |
| Tatarščina                | 8,2%                | 8,2%                        | 13,5%              |
| Turščina                  | 2,6%                | 2,6%                        | 1,5%               |
| Skupaj                    | 2.733.612           | 2.311.674                   | 1.447.790          |

Splošni popis prebivalstva Ruskega imperija leta 1897 je ugotovil nasledje stanje:
| Jezik        | Odesa   | Jekaterinoslav | Nikolajev | Herson | Sevastopol | Mariupol | Donecko okrožje |
| ------------ | ------- | -------------- | --------- | ------ | ---------- | -------- | --------------- |
| Ruščina      | 198.233 | 47.140         | 61.023    | 27.902 | 34.014     | 19.670   | 273.302         |
| Jidiš        | 124.511 | 39.979         | 17.949    | 17.162 | 3.679      | 4.710    | 7               |
| Ukrajinščina | 37.925  | 17.787         | 7.780     | 11.591 | 7.322      | 3.125    | 177.376         |
| Poljščina    | 17.395  | 3.418          | 2.612     | 1.021  | 2.753      | 218      | 82              |
| Nemščina     | 10.248  | 1.438          | 813       | 426    | 907        | 248      | 2.336           |
| Grščina      | 5.086   | 161            | 214       | 51     | 1,553      | 1.590    | 88              |
| Skupaj       | 403.815 | 112.839        | 92.012    | 59.076 | 53.595     | 31.116   | 455.819         |

## Seznam ustanovljenih mest
Večina v tem obdobju  ustanovljenih mestje bila širitev že obstoječih manjših naselij. Veliko teh mest se je razvilo v velika sodobna mesta. Za gradnjo so se uporabili ruski cesarski polki. Med gradnjo je veliko vojakov umrlo.

### Prvi val
- Jelisavetgrad (Kropivnicki) (1754)
- Aleksandrovsk (Zaporožje) (1770)
- Jekaterinoslav (Dnipro) (1776)
- Herson (1778)
- Mariupol (1778)
- Sevastopol (1783)
- Simferopol (1784)
- Melitopol (1784)
- Pavlograd (1784)

### Drugi val
- Nikolajev (Mikolajiv) (1789)
- Tiraspol (1792)
- Odesa (1794)
- Jekaterinodar (Krasnodar) (1794)

### Tretji val
- Berdjansk (1827)
- Novorosijsk  (1838)

## Vpliv na sedanjost
Po razpadu Sovjetske zveze 26. decembra 1991 in razglasitvi ukrajinske neodvisnosti 24. avgusta 1991 so Rusi v Odesi poskusili začeti gibanje za obnovo Novoruske regije, ki pa je po nekaj dneh propadlo. Prvi koncept se je osredotočil na Odeško, Mikolajivsko, Hersonsko in Avtonomno republiko Krim, katerim so hoteli kasneje priključiti še druge regije.
Po ruski okupaciji Krima in sprožitvi vojne v Donbasu, je ruski predsednik Vladimir Putin v intervjuju 17. aprila 2014 trdil, da so ozemlja Harkovske, Luganske, Donecke, Hersonske, Mikolajivske in Odeške oblasti del »Nove Rusije«. Maja 2014 sta ruski marioneti Donecka in Luganska ljudska republika razglasili konfederacijo Nova Rusija in izrazili željo po razširitvi na vso jugovzhodno Ukrajino. Ideja je bila zaradi neenotnosti po enem letu opuščena. 1. januarja 2015 je ustanovno vodstvo objavilo, da je projekt ustavljen, 20. maja pa so konstitutivni člani napovedali zamrznitev političnega projekta. Leta 2022 je Rusija v invaziji na Ukrajino skušala okupirati vse regije, ki jih je Putin 8 let pred tem oklical za »Novo Rusijo«.

## Opomba
1. ↑  Sodobna provinca Harkov je bila delno v zgodovinski regiji Nova Rusija, mesto Harkov pa ne, ker je spadal v zgodovinsko regijo Svoboda Ukrajine.<.'"`UNIQ--ref-00000000-QINU`"''"`UNIQ--ref-00000001-QINU`"'